# Druhá vláda Jana Syrového
Druhá vláda Jana Syrového existovala od 4. října do 1. prosince 1938. Jednalo se o první vládu období československé druhé republiky.

## Složení vlády
| Portfej                                                  | Ministr                      | Strana | Strana    | Období |
| -------------------------------------------------------- | ---------------------------- | ------ | --------- | ------ |
| Ministerský předseda                                     | Jan Syrový                   |        | nezávislý | 1938   |
| Ministr národní obrany                                   | Jan Syrový                   |        | nezávislý | 1938   |
| Ministr zahraničí                                        | František Chvalkovský        |        | RSZML     | 1938   |
| Ministr vnitra                                           | Jan Černý                    |        | nezávislý | 1938   |
| Ministr financí                                          | Josef Kalfus                 |        | nezávislý | 1938   |
| Ministr školství a národní osvěty                        | Stanislav Bukovský (správce) |        | nezávislý | 1938   |
| Ministr spravedlnosti:                                   | Vladimír Fajnor              |        | nezávislý | 1938   |
| Ministr spravedlnosti:                                   | Ladislav Karel Feierabend    |        | RSZML     | 1938   |
| Ministr průmyslu, obchodu a živností                     | Imrich Karvaš                |        | nezávislý | 1938   |
| Ministr železnic                                         | Vladimír Kajdoš              |        | nezávislý | 1938   |
| Ministr pošt a telegrafů                                 | Vladimír Kajdoš              |        | nezávislý | 1938   |
| Ministr veřejných prací                                  | Karel Husárek                |        | nezávislý | 1938   |
| Ministr zemědělství                                      | Ladislav Karel Feierabend    |        | RSZML     | 1938   |
| Ministr sociální péče                                    | Petr Zenkl                   |        | ČSNS      | 1938   |
| Ministr veřejného zdravotnictví a tělesné výchovy        | Petr Zenkl                   |        | ČSNS      | 1938   |
| Ministr unifikací                                        | Vladimír Fajnor              |        | nezávislý | 1938   |
| Ministr unifikací                                        | Ladislav Karel Feierabend    |        | RSZML     | 1938   |
| Ministr bez portfeje (propaganda)                        | Hugo Vavrečka                |        | ČSNS      | 1938   |
| Ministr bez portfeje (pro záležitosti Podkarpatské Rusi) | Ivan Párkányi                |        | nezávislý | 1938   |
| Ministr bez portfeje                                     | Stanislav Bukovský           |        | nezávislý | 1938   |

### Změny ve vládě
- 14. října 1938 vystřídal Vladimíra Fajnora ve vedení resortů spravedlnosti a sjednocení zákonů a organizace správy Ladislav Karel Feierabend, zároveň vládu opustil ministr bez portfeje Ivan Párkányi.